# 蓮佛美沙子
蓮佛 美沙子（れんぶつ みさこ、1991年2月27日 - ）は、日本の女優。鳥取県鳥取市出身。堀越高等学校、白百合女子大学文学部児童文化学科児童文学・文化専攻卒業。
ウエストサイド、ソニー・ミュージックアーティスツを経て、EDEN所属。

## 経歴
竹内結子のファンで、ドラマ『ランチの女王』を見て女優を志す。2005年に行われた第1回スーパー・ヒロイン・オーディション ミス・フェニックスのグランプリに選ばれて芸能界入り、映画『犬神家の一族』（2006年公開）でデビュー。
映画初主演『転校生 -さよなら あなた-』（2006年公開）で、第81回キネマ旬報ベスト・テン日本映画新人女優賞および第22回高崎映画祭最優秀新人女優賞を受賞。
2007年7月3日、鳥取県「とっとりふるさと大使」を委嘱された。
2012年10月、所属事務所・ウエストサイドの吸収合併に伴い、親会社であるソニー・ミュージックアーティスツへ移籍。
2025年1月31日をもってソニー・ミュージックアーティスツを退所し、新たに「EDEN」に所属。

## 人物・エピソード
- 大林宣彦監督から「20年に1人の逸材ですよ」と言われている[6]。
- 趣味はギター、絵本を描くこと。特技はピアノ[1]。
- 堀越高等学校を2009年2月に卒業し、同級生には俳優の三浦春馬、鮎川太陽、福田沙紀、アイドルグループHey!Say!JUMPの八乙女光等がいる。同年4月、白百合女子大学入学。
- 大学では児童文学・文化を専攻。卒業論文の代わりに絵本制作に取り組み、携帯電話やメールの普及の陰で存在感が薄れていく郵便ポストを主観的に描いた作品「ポスト」を8ヶ月を費やして制作した。将来絵本作家としてデビューすることが夢である[2]。主演を務めたテレビドラマ『37.5℃の涙』では、蓮佛が表紙を描いた絵本『みなみのしまのゆきだるまん』が小道具として使われた[7]。
- 同じく女優の新垣結衣と仲が良く、お互い引き籠りぎみでテンションが似ていることが理由だと話している[8]。新垣の自宅で飲むことが多く、朝まで飲みながら喋っているという[9]。

## 受賞歴
- 2005年 スーパー・ヒロイン・オーディション 『MISS PHOENIX』 グランプリ（ソニーミュージック、角川映画 主催）[1]
- 2007年 第22回高崎映画祭 最優秀新人女優賞[10]
- 2008年 第81回キネマ旬報ベスト・テン 新人女優賞[11]

## 出演
太字は主演

### 映画
- 犬神家の一族（2006年12月16日、東宝） - 女中（犬神家） 役
- バッテリー（2007年3月10日、東宝） - 矢島繭 役
- 転校生 -さよなら あなた-（2007年6月23日、角川映画） - 斉藤一美 役
- DIVE!!（2008年6月14日、角川映画） - 西川恭子 役
- 劇場版MAJOR メジャー 友情の一球（2008年12月13日、東宝） - 古賀恵（声） 役
- いけちゃんとぼく（2009年6月20日、角川映画） - みさこ / ミサエ 役[注 2]
- 戦慄迷宮3D THE SHOCK LABYRINTH（2009年10月17日、アスミック・エース） - 遠山由紀 役
- ハナミズキ（2010年8月21日、東宝） - 渡辺リツ子 役
- 君に届け（2010年9月25日、東宝） - 吉田千鶴 役
- サビ男サビ女 「Boy? meets girl.」（2011年1月15日、ニューシネマワークショップ） - 城山香織 役
- ロック〜わんこの島〜（2011年7月23日、東宝）
- 源氏物語-千年の謎-（2011年12月10日、東宝） - 藤原彰子 役
- RIVER（2012年3月10日、ギャンビット / トラヴィス） - ひかり 役
- この空の花 長岡花火物語（2012年5月12日、PSC / TMエンタテインメント） - 遠藤薫（少女期） 役
- エイトレンジャー∞（2012年7月28日、東宝） - 仁科遥 役
- 猫侍（2014年3月1日、AMGエンタテインメント） - 梅 役[12]
- 白ゆき姫殺人事件（2014年3月29日、松竹） - 狩野里沙子 役[13]
- 日本のいちばん長い日（2015年8月8日、松竹・アスミック・エース） - 阿南喜美子 役
- 彼女の人生は間違いじゃない（2017年7月15日、ギャガ） - 山崎沙緒里 役
- 鋼の錬金術師シリーズ（ワーナー・ブラザース映画） - リザ・ホークアイ 役[14]
  - 鋼の錬金術師（2017年12月1日）
  - 鋼の錬金術師 完結編 復讐者スカー（2022年5月20日）[15]
  - 鋼の錬金術師 完結編 最後の錬成（2022年6月24日）[15]
- その瞬間、僕は泣きたくなった-CINEMA FIGHTERS project-「Beautiful」（2019年11月8日 、LDH PICTURES配給） - 千恵 役
- 記憶屋（2020年1月17日、松竹） - 澤田杏子 役[16]
- ヤウンペを探せ!（2020年11月20日、吉本興業） - 美里 役
- 天外者（2019年制作・2020年12月11日、ギグリーボックス） - 五代豊子 役
- スイート・マイホーム（2023年9月1日公開予定、監督：斎藤工、日活、東京テアトル）[17][18]
- 女優は泣かない（2023年12月1日、マグネタイズ） - 園田梨枝 役[19]

### テレビドラマ
- ガラスの牙（2007年10月6日、CBC） - 石川梨枝子 役[20]
- 七瀬ふたたび（2008年10月9日 - 12月11日、NHK） - 火田七瀬 役[21]
- 月曜ゴールデン 二重裁判（2009年6月1日、TBS） - 古沢秀美 役
- BUNGO -日本文学シネマ- 「檸檬」（2010年2月17日、TBS） - 丸善の店員 役
- 夢の見つけ方教えたる!2（2010年3月13日、フジテレビ） - 島谷あゆみ 役
- 私が初めて創ったドラマ 「俺んちの神様」（2010年10月1日、NHK-BShi） - 彼女 役
- Q10（2010年10月16日 - 12月11日、日本テレビ） - 山本民子 役
- さよならロビンソンクルーソー（2010年12月29日、フジテレビ） - 美也 役
- 全開ガール（2011年7月11日 - 9月19日、フジテレビ） - 汐田そよ子 役
- 真珠湾からの帰還〜軍神と捕虜第一号〜（2011年12月10日、NHK名古屋） - 岩宮緑 役
- 大地のファンファーレ（2012年2月17日 - 24日、NHK札幌 / NHK帯広） - 吉野早紀 役
- ストロベリーナイト 第9 - 最終話（2012年3月6日 - 20日、フジテレビ） - 中川美智子 役
- 夜明けのララバイ（2012年3月27日、NHK） - 月島緑里 役[22]
- ドラゴン青年団（2012年7月17日 - 9月25日、MBS） - ヨーコ 役
- ほんとにあった怖い話 夏の特別編2012 「右肩の女」（2012年8月18日、フジテレビ） - 伊藤真美 役
- 花の冠（2012年9月14日、テレビ朝日） - 大庭志保 役[23]
- PRICELESS〜あるわけねぇだろ、んなもん!〜（2012年10月22日 - 12月24日、フジテレビ） - 広瀬瑤子 役
- 父の花、咲く春〜岐阜・長良川幇間物語〜（2013年4月3日、NHK BSプレミアム）[注 3] - 梅花 役[24]
- 潜入探偵トカゲ（2013年4月18日 - 6月20日、TBS） - 望月香里 役
- 独身貴族（2013年10月10日 - 12月19日、フジテレビ） - 緒方須美花 役
- 夜のせんせい（2014年1月17日 - 3月21日、TBS） - 黒井華 役
- 聖女（2014年8月19日 - 10月7日、NHK） - 本宮泉美 役[25]
- ○○妻（2015年1月14日 - 3月18日、日本テレビ） - 風谷愛 役
- 新ナニワ金融道（2015年1月24日、フジテレビ） - 孫野手洋子 役[26]
- アイムホーム 第3話、第7話、第8話（2015年4月30日、5月28日、6月4日、テレビ朝日） - 野沢祥子 役
- ランチのアッコちゃん（2015年5月12日 - 6月30日、NHK BSプレミアム） - 澤田三智子 役[27]
- 37.5℃の涙（2015年7月9日 - 9月17日、TBS） - 杉崎桃子 役[28]
- 2030 かなたの家族（2015年9月26日、NHK総合） - 板倉絵美衣（エミイ） 役 [29][30]
- 誤断（2015年11月22日 - 12月27日、WOWOW） - 森田真弓 役[31]
- お義父さんと呼ばせて（2016年1月19日 - 3月15日、KTV） - 花澤美蘭 役[32][33]
- 大奥「第二部〜悲劇の姉妹〜」（2016年1月29日、フジテレビ） - 歌 役[34]
- 連続テレビ小説「べっぴんさん」（2016年10月3日 - 2017年4月1日、NHK） - 坂東（野上）ゆり 役
- ブランケット・キャッツ 第1話（2017年6月23日、NHK） - 立花ヒロミ 役[35]
- どこにもない国（2018年3月24日 - 31日、NHK総合） - 新甫マツ 役
- ダイアリー（2018年9月9日 - 30日、NHK BSプレミアム） - 宮田彩加 役
- 連続ドラマW 悪党〜加害者追跡調査〜（2019年5月12日 - 6月16日、WOWOW) - 遠藤りさ 役[36]
- ドラマスペシャル 死命〜刑事のタイムリミット〜（2019年5月19日、テレビ朝日） - 山口澄乃 役
- 盤上の向日葵（2019年9月8日 - 9月29日、NHK BSプレミアム） - 佐野直子 役
- 八つ墓村（2019年10月12日、NHK BSプレミアム） - 田治見春代 役
- 恋はつづくよどこまでも 第5話 - 最終話（2020年2月11日 - 3月17日 、TBS） - 若林みのり・若林みおり 役（二役）[37]
- 未満警察 ミッドナイトランナー 第5話（2020年7月25日、日本テレビ） ‐ 望月凛花 役[38]
- 理想のオトコ（2021年4月8日 - 5月27日 、テレビ東京） - 小松燈子 役[39]
- きれいのくに（2021年4月12日 - 5月31日、NHK総合） - 謎の女 佐川 役、10年前の恵理 役、
- うきわ -友達以上、不倫未満-（2021年8月9日 - 9月27日、テレビ東京） - 福田歩 役 [40]
- 生きて、ふたたび 保護司・深谷善輔（2021年11月28日 - 2022年1月23日、NHK BSプレミアム） ‐ 深谷美晴 役
- マイファミリー 第4話 - 最終話（2022年5月1日 - 6月12日、TBS） - 三輪沙月 役[41]
- 連続ドラマW 鵜頭川村事件（2022年8月28日 - 10月2日、WOWOW） - 岩森仁美/矢萩有美  役（二役）[42]
- 今夜すきやきだよ（2023年1月7日 - 3月25日、テレビ東京） - 太田あいこ 役（トリンドル玲奈とダブル主演）[43]
- 大奥 Season2「医療編」（2023年10月3日 - 31日、NHK総合） - 茂姫 役[44][45]
- ノンレムの窓 2023・冬 第3話「デスゲーム」（2023年12月25日、日本テレビ） - 小瀬桃花 役[46]
- 京都のお引越し（2023年12月29日、朝日放送テレビ） - 市原佐紀 役[47]
- 松本清張ドラマスペシャル 第二夜「ガラスの城」（2024年1月4日、テレビ朝日） - 鈴木信乃 役[48]
- 坂の上の赤い屋根（2024年3月3日 - 3月31日、WOWOW） - 礼子 役[49]
- 岸辺露伴は動かない 第9話「密漁海岸」（2024年5月10日、NHK総合） - 森嶋初音 役[50]
- 119エマージェンシーコール（2025年1月13日 - 3月31日、フジテレビ） - 粕原小夏 役[51]
- バニラな毎日（2025年1月20日 - 3月13日、NHK総合） - 白井葵 役[52]
- 私があなたといる理由〜グアムを訪れた3組の男女の1週間〜（2025年7月2日 - 、テレビ東京）　- 泉美優 役[53]

### WEBドラマ
- ひだまりの場所〜初恋〜（2010年1月20日 - 4月11日、全24話、BeeTV） - 青山凛 役
- 東京モナムール（2011年5月16日 - 6月29日、全6話、スマートフォン動画） - 河原崎星 役
- 君と僕との約束（2012年4月1日 - 5月23日、全10話、BeeTV） - 川瀬早季子 役
- ハング（2014年9月20日 - 10月1日 全4話、BeeTV） - 植草遥 役
- 踊る大宣伝会議、或いは私は如何にして踊るのを止めてゲームのルールを変えるに至ったか。[注 4]（season1）（2014年10月31日 - 2015年1月9日、全3話、ネスレシアター on YouTube） - 広田アンナ 役
- 死神さん 第2話（2021年9月24日、Hulu） - 三好若菜 役[54]

### ラジオドラマ
- FMシアター 「ココロノコリ」（2009年11月28日、NHK名古屋放送局制作、NHK-FM）[注 5] - さつき 役[55]
- FMシアター 「うさぎの神様」（2011年6月18日、NHK鳥取放送局制作、NHK-FM）[注 5] - 小谷あかり 役[56]

### 舞台
- LOVE LETTERS（2010年12月12日、PARCO劇場） - メリッサ 役[注 6]
- リトル・ナイト・ミュージック - アン役[57]
  - 東京公演（2018年4月8日 - 30日、日生劇場）
  - 大阪公演（5月4日 - 5日、梅田芸術劇場メインホール）
  - 静岡公演（5月12日 - 13日、静岡市清水文化会館マリナート大ホール）
  - 富山公演（5月19日 - 20日、富山市芸術文化ホール（オーバード・ホール））

- 脳内ポイズンベリー（2020年3月14日 - 29日、新国立劇場中劇場） - 櫻井いちこ 役
- 令和6年能登半島地震復興祈念　まつとおね（2025年3月5日 - 23日、能登演劇堂） - おね 役 ※吉岡里帆とW主演[58]

### 吹き替え
- 女王ヴィクトリア 愛に生きる（2017年7月30日 - 9月17日、NHK） - ヴィクトリア 役[59][60]
  - 女王ヴィクトリア2 愛に生きる（2019年5月12日 - 7月28日）

### CM
- いきものがかり 「バラー丼」（エピックレコードジャパン、2012年12月 - ）[注 7][61]
- ライフネット生命保険（2014年5月 - ）[62]
- ネスレ日本 「ネスカフェ アンバサダー」（2014年11月 - ）[63]
- ローソンストア100「『コンビニじゃない』編」（2016年10月 - ）
- P&G
  - レノアハピネス（2016年）[64]
  - レノアオードリュクス（2017年4月 - ）[65]

### 広告
- 角川書店 「発見。夏の100冊」角川文庫イメージキャラクター（2007年）[66]
- サントリー「鏡月グリーン」イメージキャラクター（2011年）

### PV
- 猪苗代湖ズ 「I love you & I need you ふくしま」（2011年4月27日）[注 8]
- キリンジ 「いつも可愛い」（2012年11月7日）[注 9][67]

### テレビ番組
- 土曜スタジオパーク
  - 「あなたの声に答えます」（2008年10月4日、NHK）
  - 朝ドラ「べっぴんさん」特集（2016年10月8日、NHK）
- NHKスペシャル 3つに細胞分裂!（2009年3月26日、NHK）
- おーい、ニッポン 「私の・好きな・鳥取県」（2009年6月7日、NHK）
- 拝啓 十五の君へ 若松島編〜歌と歩んだ島の子供たち（2009年5月6日、NHK） - ナレーター[66]
- ぐるぐるナインティナイン 「ナイナイ旅倶楽部」（2014年2月13日、日本テレビ）
- スタジオパークからこんにちは（2014年12月16日、NHK）[68][注 10]
- ダイドードリンコ 日本の祭り 「踊るふるさと　請戸の安波祭」（2019年5月13日、テレビユー福島） - 語り[70]

### その他
- 沼尻竜典指揮 日本フィルハーモニー交響楽団第247回横浜定期演奏会 武満徹作曲「系図–若い人たちのための音楽詩–」（2009年5月9日、横浜みなとみらいホール） - 語り手

## 著書

### 連載
- 月刊シネコンウォーカー（2006年、角川メディアハウス） - 連載コラム「日々、精進です!」[66]
- 朝日新聞 鳥取版（2011年 - ） - 連載「週刊蓮佛」